# Pterygoplichthys zuliaensis
Pterygoplichthys zuliaensis är en fiskart som beskrevs av Weber, 1991. Pterygoplichthys zuliaensis ingår i släktet Pterygoplichthys och familjen Loricariidae. Inga underarter finns listade i Catalogue of Life.